# Szymon Kołecki
Szymon Piotr Kołecki (Oława, 12 ottobre 1981) è un sollevatore polacco.

## Palmarès
Olimpiadi
- 2 medaglie:
  - 1 oro (94 kg a Pechino 2008)
  - 1 argento (94 kg a Sydney 2000).

Mondiali
- 4 medaglie:
  - 2 argenti (94 kg a Atene 1999, 94 kg a Santo Domingo 2006)
  - 2 bronzi (94 kg a Antalya 2001, 94 kg a Chiang Mai 2007).

Europei
- 6 medaglie:
  - 5 ori (94 kg a La Coruna 1999, 94 kg a Sofia 2000, 94 kg a Władysławowo 2006, 94 kg a Strasburgo 2007, 94 kg a Lignano Sabbiadoro 2008)
  - 1 argento (105 kg a Trencin 2001).